# 朱大器
朱大器（1506年—1583年），字自充，號東源，江西承宣布政使司建昌府南城（今江西南城縣）人，明朝政治人物。

## 生平
嘉靖二十二年（1543年）癸卯科應天府鄉試第五十九名舉人。嘉靖二十三年（1544年）中式甲辰科二甲八十三名進士。授刑部主事，升郎中，出為直隸寧國府知府，嘉靖三十四年（1555年）倭寇自浙江流劫徽宁太平，直犯南京，朱大器等人各夺俸五月。歷任河南右布政使、陕西右布政使，隆慶二年（1568年）九月升太仆寺卿，三年正月升都察院右佥都御史、巡抚保定等府兼提督紫荆等关，四年二月升右副都御史，接替海瑞任應天巡撫，九月改任南京大理寺卿，五年二月升任刑部右侍郎，十一月进左侍郎，万历三年（1575年）二月致仕，十一年十一月賜祭葬。

## 事迹
嘉靖三十六年（1557年）朱大器任宁国府知府期间，在府学东南建文昌阁。后重修，称南楼，遗址在今鳌峰公园内。

## 家族
曾祖朱以忠；祖父朱子敬；父朱宏，訓導。母鄒氏。具庆下。